# Hyphydrus abyssinicus
Hyphydrus abyssinicus is een keversoort uit de familie waterroofkevers (Dytiscidae). De wetenschappelijke naam van de soort is voor het eerst geldig gepubliceerd in 1916 door Peschet.